# カヴァレーゼ
カヴァレーゼ（イタリア語: Cavalese）は、イタリア共和国トレンティーノ＝アルト・アディジェ州トレント自治県にある、人口約4,100人の基礎自治体（コムーネ）。
ヴァル・ディ・フィエンメに位置し、アルプスに近いため観光やスキーに適している。

## 地理

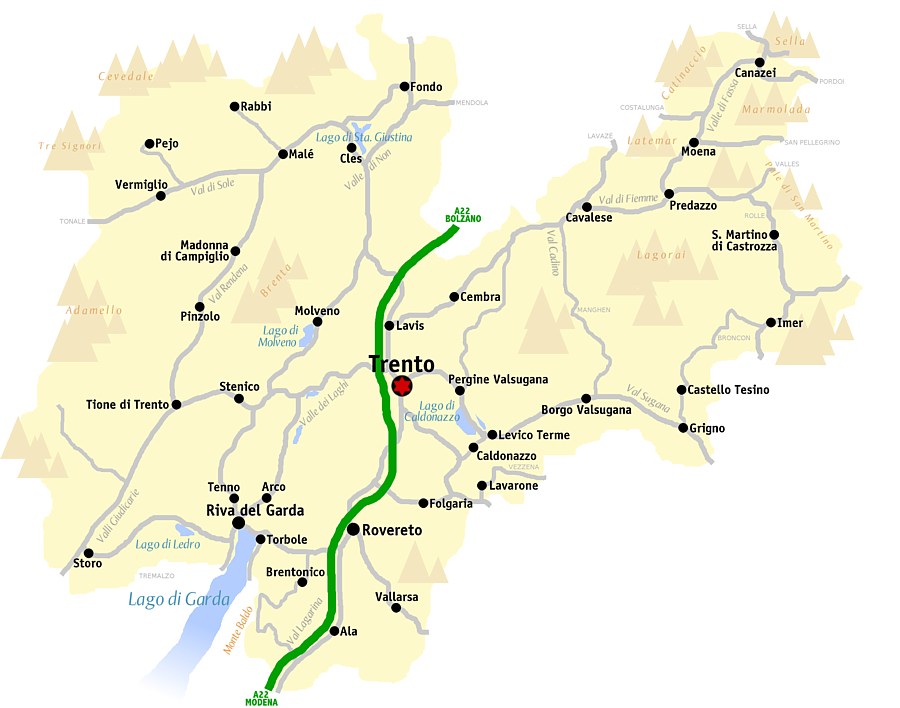
トレント県概略図

### 位置・広がり
トレント自治県北東部、ヴァル・ディ・フィエンメに位置する。ボルツァーノから南南東へ24km、県都トレントから北東へ36km、ベッルーノから西北西へ61kmの距離にある。

#### 隣接コムーネ
隣接するコムーネは以下の通り。
| - ヴィッレ・ディ・フィエンメ - テーゼロ - カステッロ＝モリーナ・ディ・フィエンメ - ピエーヴェ・テジーノ |

## 歴史
二度にわたりロープウェイのケーブル切断事故が発生し、多くの犠牲者が出た。1976年の事故では42人が死亡、14歳の子供一人が重傷を負った。1998年に発生したチェルミス・ロープウェイ切断事件ではアメリカ軍海兵隊の軍用機によりケーブルが切断され、乗員乗客20人全員が死亡した。

## 行政

### 分離集落
カヴァレーゼには、以下の分離集落（フラツィオーネ）がある。
- Cascata, Cavazzal, Marco, Masi di Cavalese, Milon

### Comunità di valle

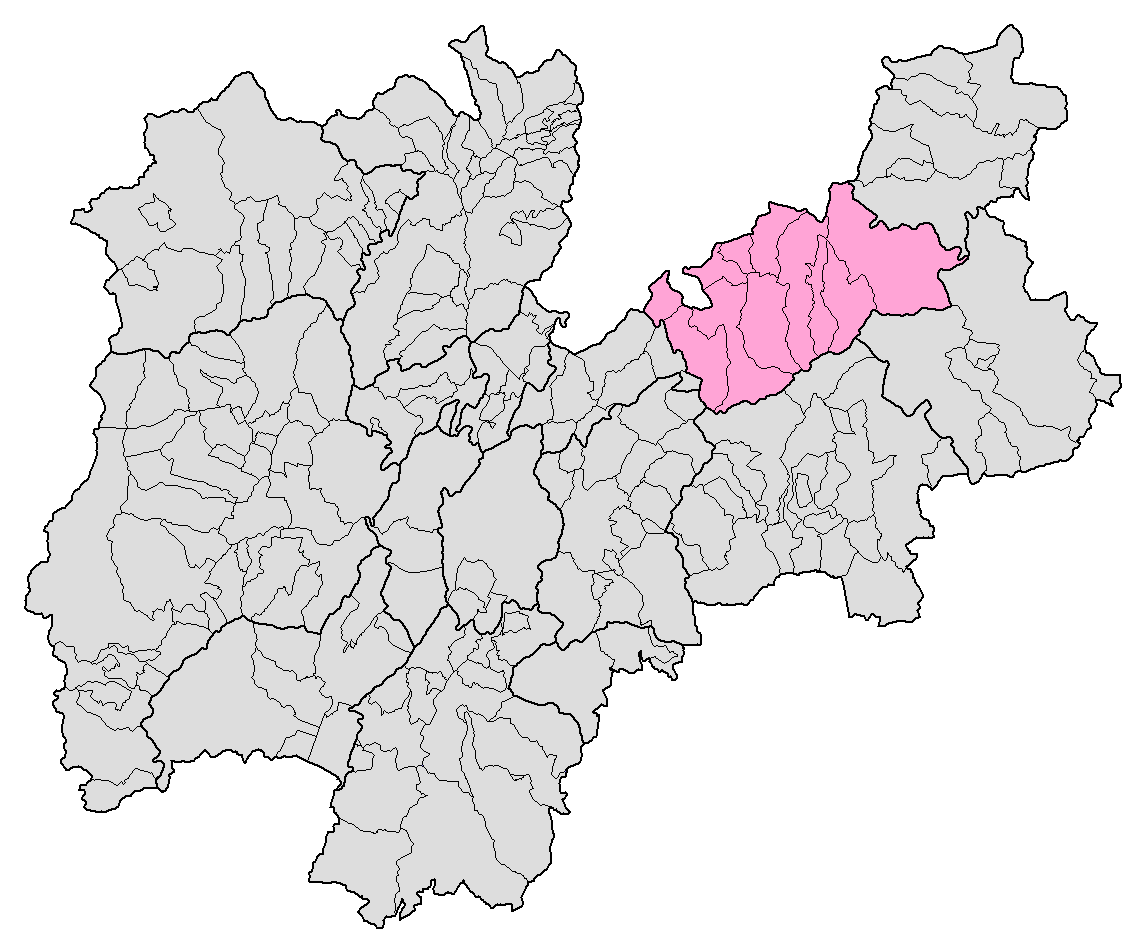
Comunità territoriale della Val di Fiemme

トレント自治県が設置した広域行政組織 Comunità di valle 「ヴァル・ディ・フィエンメ」 (it:Comunità territoriale della Val di Fiemme)  の事務所所在地（Capoluogo）である。この地区には以下のコムーネが含まれる。
- カプリアーナ、カステッロ＝モリーナ・ディ・フィエンメ、カヴァレーゼ、パンキア、プレダッツォ、テーゼロ、ヴァルフロリアーナ、ヴィッレ・ディ・フィエンメ、ジアーノ・ディ・フィエンメ

## 住民

### 言語
| 少数言語話者の割合（2011年） | 少数言語話者の割合（2011年） | 少数言語話者の割合（2011年） | 少数言語話者の割合（2011年） | 少数言語話者の割合（2011年） |
| ---------------------------- | ---------------------------- | ---------------------------- | ---------------------------- | ---------------------------- |
|                              |                              |                              |                              |                              |
| ラディン語                   | ラディン語                   |                              | 1.0%                         | 1.0%                         |
| モケーニ語                   | モケーニ語                   |                              | 0.0%                         | 0.0%                         |
| チンブロ語                   | チンブロ語                   |                              | 0.0%                         | 0.0%                         |

2011年10月9日に行われた国勢調査によれば、住民3951人中41人（1.0%）がラディン語話者であった。

## 人物

### 著名な出身者
- ジョヴァンニ・アントニオ・スコポリ - 18世紀の医師・博物学者。
- ジョルジョ・ヴァンツェッタ - クロスカントリースキー選手、オリンピック金メダリスト
- ビーチェ・ヴァンツェッタ  - クロスカントリースキー選手、オリンピック銅メダリスト。ジョルジョの妹
- アントネッラ・コンフォルトラ  - クロスカントリースキー選手、オリンピック銅メダリスト。